# 쿠로키 히토미
구로키 히토미(일본어: 黒木 瞳, 1960년 10월 5일 ~ )는 일본의 배우이자 가수이다. 본명은 이치지 쇼코 (伊知地 昭子)이며, 결혼 전 이름은 에가미 쇼코(江上 昭子)이다. 후쿠오카현 야메시(구: 구로기 정) 출신이다.
다카라즈카 가극단 쓰키구미 여자 역 톱스타 출신이며, 예명은 출신지인 구로기 정에서 따온 것이다. 친구:야스다 케이

## 주요 출연작

### 드라마
- 1988년 《도쿠가와 이에야스》 (TBS) - 사토 역
- 1988년 《비보다 상냥하게》
- 1989년 《지난 날의 세레나데》
- 대하드라마(NHK)
  - 1995년 《8대 쇼군 요시무네》 - 쿠메 역
  - 2014년 《군사 칸베에》 - 오네 역
- 1995년 《한 여름의 러브 레터》
- 1999년 《링: 최종장》
- 1999년 《마녀의 조건》
- 2001년 《루키!》
- 2001년 《사랑을 몇 년 쉬셨습니까》
- 2002년 《골든볼》
- 2003년 《굿 럭》
- 2003년 《하얀 거탑》
- 2004년 《부부》
- 2005년 《사랑의 시간》
- 2006년 《프리마담》
- 2008년 《리얼 클로즈》
- 2009년 《리얼 클로즈》
- 2010년 《동창회: 러브 어게인 증후군》
- 2012년 《추정유죄》
- 2013년 《토메 씨》
- 2015년 《마루마루 아내》

### 영화
- 1994년 《47인의 자객》
- 1997년 《실락원》
- 2005년 《도쿄 타워》
- 2024년 《청춘 18X2 너에게로 이어지는 길》 - 유코 역

## 같이 보기
- 마야 미키 - 다카라즈카 가극단 동기

친구 : 야스다 케이